# Barbara Küper
Barbara Küper (* 1956 in Münster) ist eine deutsche Literaturagentin und Übersetzerin. 

## Leben
Barbara Küper  studierte Germanistik, Anglistik und Romanistik in Würzburg, Freiburg, Southampton und Salamanca.
Nach ihrem Magisterabschluss arbeitete sie von 1983 bis 1985 als wissenschaftliche Mitarbeiterin an der Julius-Maximilians-Universität Würzburg im Fachbereich Mediävistik. 
Von 1986 bis 1990 war sie als Verlagslektorin und "Managerin Internationale Rechte und Lizenzen" beim Arena Verlag tätig. Ab 1990 arbeitete sie als Programmleiterin bei den Verlagen Arena, Baumhaus, Ravensburger und Sauerländer.
Im Jahr 2003 gründete sie eine literarische Agentur und vertritt seither, spezialisiert auf den Bereich Kinder- und Jugendbuch, deutsche Autoren, europäische Illustratoren und internationale Verlage. Sie vermittelt Werke im deutschsprachigen Raum. 
Neben der Leitung der Agentur übersetzt sie Kinder- und Jugendliteratur, vorwiegend aus dem Englischen.
Sie lebt und arbeitet in Frankfurt am Main.

## Übersetzte Werke
- Eva Mozes Kor/Liza Rojani Buccieri: Ich habe den Todesengel überlebt. Ein Mengele-Opfer erzählt (Random House cbj 2012)
- John M. Cusick: Girl Parts – Auf Liebe programmiert (Baumhaus 2011)
- Monica M. Roe: Star(r) (Fischer Generation 2010)
- Wendy Mass: Das Leben ist kurz, iss den Nachtisch zuerst (Verlag Random House cbj 2009)
- Ken Catran: Blue Dying (Arena Verlag 2009)
- Lida Dijkstra/Marije Tolman: Guck mal, wie niedlich! (Moritz Verlag 2008)
- Patricia MacLachlan:  Sarah. In: Freundschaften – Geschichten, die verbinden (Edition Quinto im Terzio Verlag 2007)
- Barbara Wersba: Ein Weihnachtsgeschenk für Walter (Tulipan Verlag 2007)
- Michael Noonan: The December Boys (Baumhaus Verlag 2007)
- Alex Shearer: Das Mädchen in der Glaskugel (Arena Verlag 2006)
- Terry Farley: Der silberne Hengst – Königin der Steppe (Arena Verlag 2006)
- Ken Catran: Blue – Die dunkle Wahrheit (Arena Verlag 2006)
- Tb-Ausgabe als Blue Lying (Arena Verlag 2008)
- Terry Farley: Der silberne Hengst – Kampf der Rivalen (Arena Verlag 2005)
- Terry Farley: Der silberne Hengst – Gefangen im Sturm (Arena Verlag 2005)
- Ken Catran: Blue – Bei Anruf Gefahr (Arena Verlag 2004)
- Tb-Ausgabe als Blue Killing (Arena Verlag 2008)
- Alex Shearer: Die Hexenfalle (Arena Verlag 2003)
- Tb-Ausgabe als Geheimnisse einer Hexe (Arena Verlag 2006)
- Catherine MacPhail: Die Wahrheit über Derek Moody (Arena Verlag 2003)
- David Bedford/Bridget Strevens-Marzo: Klopf, klopf! (Pestalozzi Verlag 2006)
- Christina Leeson: Ganz allein für dich! (Baumhaus Verlag 2004)
- Tim Warnes: Tüpfel kann nicht schlafen (Baumhaus Verlag 2002)
- Andy Cutbill: Tinka Piratenkapitän (Baumhaus Verlag 2002)
- Quentin Gréban: Ein Elefant für Nestor (Baumhaus Verlag 2001)
- Andy Cutbill: Benno und das ganz geheime Geheimnis (Baumhaus Verlag 2001)
- Jane Simmons: Elsa Entchen und das Ei (Verlag Sauerländer 1999)
- Phyllis Root/Jill Barton: Wer weiß, was unser Baby will? (Verlag Sauerländer 1999)
- Virginia Miller: Ich hab dich gern, so wie du bist (Verlag Sauerländer 1999)
- David Martin/Susan Meddaugh: Fünf kleine Schweinchen (Verlag Sauerländer 1999)
- Jonathan London/Barbara Firth: Nach dem Schneesturm (Verlag Sauerländer 1999)
- Bob Graham: Baby hier! Baby da! (Verlag Sauerländer 1999)
- Jane Simmons: Elsa Entchen ganz allein (Verlag Sauerländer 1998)
- Virginia Miller/Katharine McEwen: Neulich, als der Bauer schlief (Verlag Sauerländer 1998)
- Colin McNaughton: … und Tooor! (Verlag Sauerländer 1998)
- Sam McBratney/Ivan Bates: Nur du und ich! (Verlag Sauerländer 1998)
- Babette Cole: Wir teilen alles (Verlag Sauerländer 1998)
- Carmen Vázquez-Vigo: Herr Beppo und seine Puppe (Arena Verlag 1986)